# Károlyi Angelica
Károlyi Angelica, született Angelica Edzard, asszonyneve Angelica Edzard-Károlyi (Párizs, 1947. április 26. –) francia történész, történelemtanár, férje Károlyi György.

## Élete
Károlyi Angelica végzettségét és hivatását tekintve történelemtanár. 1965-ben Párizsban az egyetemen ismerkedett meg jövendőbeli férjével, Károlyi Györggyel: ő politikatudományt és történelmet hallgatott, Károlyi politikatudományt és jogot. 1971-ben ment feleségül Károlyi Györgyhöz, házasságukból négy gyermek született, Géraldine (1975), Sándor (1977), Elisabeth (1979) és Nicolas (1986–2005). Az 1970-es években a párizsi Magyar Intézetbe járt magyart tanulni és 1997-ben is vett órákat. 1985-ben látogattak el először Magyarországra, amikor egy hetet töltött Budapesten és egy napot Fehérvárcsurgón. A következő évben ismét magyarországi nyaralásra jöttek, s egy napra megint ellátogattak Fehérvárcsurgóra is.

### A fehérvárcsurgói kastély és a Károlyi József Alapítvány
1994-ben, még Párizsban élve férjével, Károlyi Györggyel létrehozta a Károlyi József Alapítványt, amelynek fő célja, hogy európai kulturális találkozóközpontként működtethessék a fehérvárcsurgói Károlyi-kastélyt. A kastély felújítási munkálatai 1991-ben kezdődtek meg, s 2005-re készültek el teljesen. 1994-től havonta egy-két hetet Fehérvárcsurgón töltött. Három évig tartó tárgyalások után 2001-ben megalapították férjével a Fehérvárcsurgói Károlyi-kastély Fejlesztő Rt.-t, és átvették a Műemlékek Állami Gondnokságától a vagyonkezelői jogot. Európai forrásokból nagy összegű kölcsönt szereztek, amely jelentős részben fedezte a kastély rekonstrukciójának költségeit. Helyreállíttatták a történeti tereket, a díszebédlőt, a hajdani szalonokat, a főépületben a könyvtárat, amelynek vasbeton kupolaszerkezete a maga korában újdonság volt. A déli oldalon reprezentatív lakosztályok, a tetőtérben kutatók, diákok számára egyszerűbb szállások kaptak helyet. Az északi szárnyban lévő kápolnában rendszeresen tartanak hangversenyeket, a Fejtő-könyvtárban és a főispánteremben konferenciákat. Fejtő Ferenc történész, író, publicista a Károlyi József Alapítványnak ajándékozta a teljes könyv- és kézirattárát. Fejtő hagyatéka mellett az Alapítvány kezeli Vajay Szabolcs társadalomtörténész könyvtárát. A melléképületeket szállodává alakították, és helyreállították a 44 hektáros parkot, amelyben sok értékes és ritka fa áll.
Számos szakmai tanácskozáson vesz részt felszólalóként, előadóként. A 2000. március 19–25. között A műemlékvédelem elméleti és gyakorlati kérdései címmel kilencedik alkalommal megrendezett nemzetközi tudományos ülésszakon Tusnádfürdőn Oktatás, nevelés folyamatosság a jövő generációk megnyerése az épített örökség számára címmel tartott előadást. 2002 májusában az újrafordított francia nyelvű Biblia bemutatóján szerepelt a budapesti Francia Intézetben. 2004 júniusában Fertődön tartott Kastélyok, kulturális örökség és turizmus konferencián ismertette a fehérvárcsurgói Károlyi-kastély helyreállítási programjának menedzselési munkáját, illetve a kulturális-oktatási célú hasznosítási terveket.
Férjével fővédnöke, szervezője, szponzora számos rendezvénynek, pl. 2002 februárjában a II. Magyar Történelmi Bálnak a Történelemtanárok Egylete szervezésében a Gödöllői Premontrei Szent Norbert Gimnáziumban. 2002-ben a Károlyi Alapítványon belül létrejött a Költészeti és Fordítói Európai Központ, ami kapcsolódik a Royaumont Alapítványhoz. 2006 áprilisában kezdeményezésére vett részt Demeter Zsófia művészettörténész a Bretagne-i faluban, Becherelben rendezett II. latin-görög európai fesztiválon, aki a Kelták és a rómaiak Pannóniában című előadásában bemutatta a gorsiumi ásatásokat és a megyei múzeum régészeti kincseit. 2006-ban 1956 eseményeinek oktatása Európában címmel nemzetközi konferencia szervezője.
2000-től számos konferenciát szervezett a kastélyban. Az egyik első rendezvény 2000. szeptember 23-24-én zajlott Európai örökség napok voltak. A sokrétű programok, előadások a vakok számára is elérhetővé váltak a „tapintható maketteknek” köszönhetően. Károlyi Angelica a Károlyi Alapítvány kulturális terveiről, az európai örökségi osztályok kapcsolatairól tartott előadást. 2001 szeptemberében, a nyelvek európai éve keretében Átjárható nyelvhatárok című konferenciának adott helyszínt. 2002-ben Hogyan tanuljuk és tanítsuk Európa XX. századi történelmét, 2005-ben Etika és újságírás címmel rendezett nemzetközi szemináriumot. 2009. április 17–18. Fejtő Ferenc-kollokvium háziasszonya volt. 2017 őszén indult a Pécsi Tudományegyetem Művészeti Karával közösen szervezett nemzetközi műemlékvédelmi konferenciasorozat, amelynek előadásai kétévente tanulmánykötet formájában megjelennek. A 2021 márciusában tartott Család-konferencia témája a mai, európai család felépítése, lehetősége, támogatása és fontossága, a 2022. áprilisi tanácskozásé a gyermekek oktatása és a nevelése volt.
A tudományos rendezvények mellett a gyermekfoglalkozások is fontosak a kastélyban. 2009-ben indította azt a kezdeményezést, hogy minden hónap első vasárnapján játékos foglalkozást tartanak a helyi gyerekeknek a kastélyban. 2019 decemberében Karácsonyi üdvözlet rajzpályázatot bonyolított le. 2022 májusában két tanórás kirándulást rendezett a helyi iskola alsó tagozatos gyermekeinek a madarak és fák napja alkalmából a kastélyparkban. A felnőttek figyelmére számítanak az irodalmi estek és könyvbemutatók. A fehérvárcsurgói Károlyi-kastély felújításában és európai kulturális találkozóhellyé tételében végzett több évtizedes kiemelkedő munkásságáért és az Európai műemlékvédelmi tendenciák, különös tekintettel a Kárpát-medencére című fehérvárcsurgói konferencia-sorozat szervezésében a Károlyi József Alapítvány képviseletében végzett munkájáért 2023 decemberében Horler Miklós-emlékéremmel tüntették ki.

## Kitüntetései
- 2010: Francia Nemzeti Érdemrend lovagi fokozata / Ordre national du Mérite (France), grade de Chevalier[3]
- 2023: Horler Miklós-emlékérem[4]